# Pizzagate

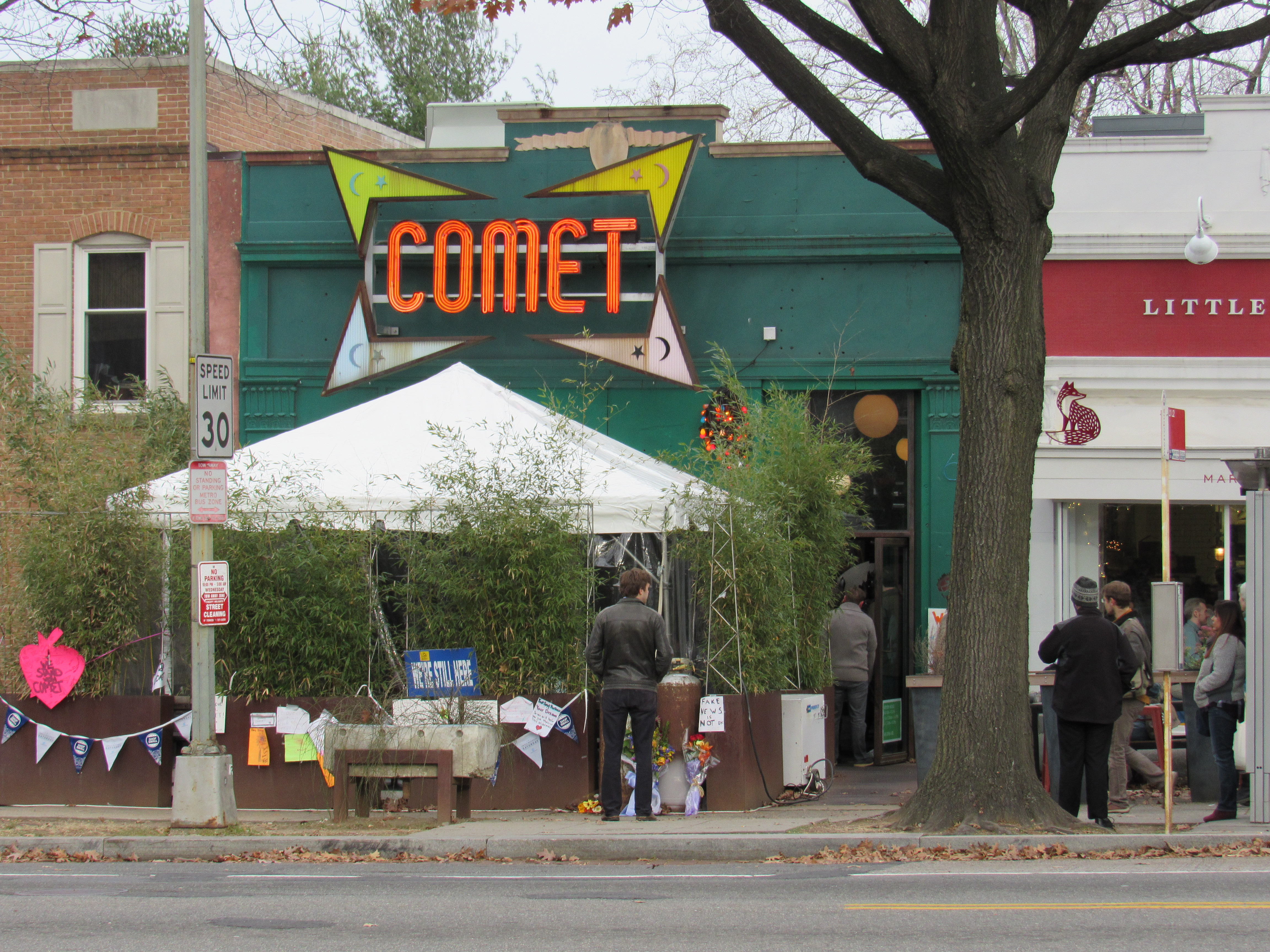
Comet Ping Pong, Washington, D.C.

Unter dem Schlagwort Pizzagate wurden im Jahr 2016 Fake News auf 4chan und Reddit zum amerikanischen Präsidentschaftswahlkampf gestreut, wonach in einer Pizzeria in Washington, D.C. ein Kinderpornoring agiere, in den auch die Kandidatin Hillary Clinton verwickelt sei. Es handelt sich dabei um eine Verschwörungstheorie und Verleumdungsaktion.

## Vorgeschichte
Der Besitzer der Pizzeria Comet Ping Pong, James Alefantis, stand in E-Mail-Kontakt mit John Podesta, dem Wahlkampfmanager Clintons. Als Unbekannte illegal auf Podestas Mails zugegriffen und sie über WikiLeaks veröffentlicht hatten, meinten Nutzer der Website 4Chan in gastronomisch alltäglichen Wörtern wie „Pizza“ und „Sauce“ Codewörter für „Mädchen“ bzw. „Orgie“ zu erkennen, wie Pädophile sie im Internet nutzen würden. Um den Inhalt der Mails sowie Fotos auf Alefantis’ Instagram-Account wurde die Verschwörungstheorie konstruiert, Clinton stünde im Zentrum eines Kinderpornorings, der aus dem Keller der Pizzeria heraus agiere. Auch Präsident Barack Obama und Lady Gaga seien in diese Verbrechen verwickelt. Weiterhin wurden John Podesta und sein als Lobbyist tätiger Bruder Tony mittels Phantombildern fälschlich mit dem Kriminalfall McCann verbunden.

## Verbreitung über soziale Medien
Diese Verschwörungstheorie wurde über Twitter von menschlichen Benutzern und dort auch von Bots sowie über Reddit und 4chan weiter verbreitet. Nach Einschätzung des Nachrichtensenders CNN hatten Anfang Dezember 2016 bereits Millionen Menschen von dieser „verrückten Verschwörungstheorie“ erfahren.

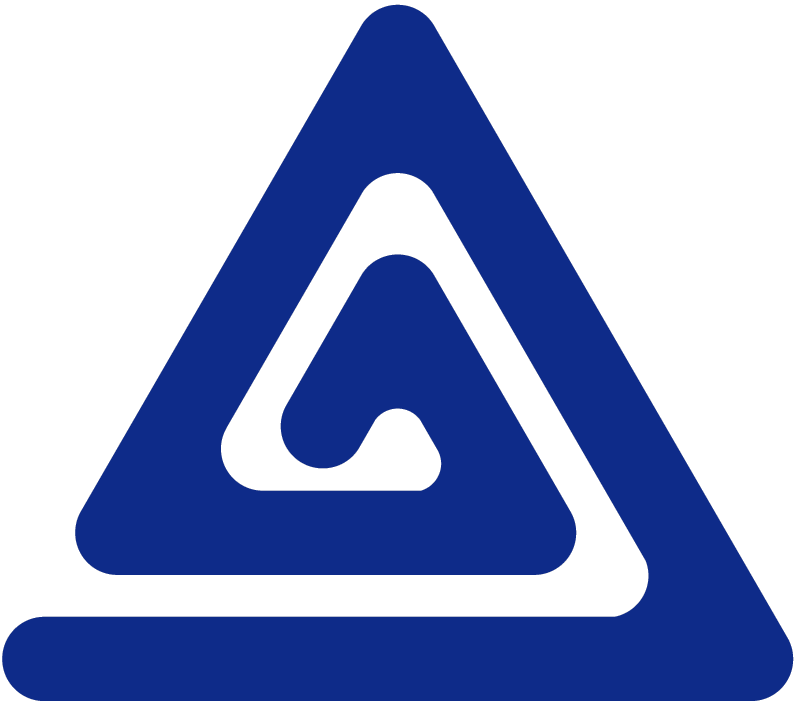
Pädophilensymbol laut FBI

Die falsche Anschuldigung wurde auch mit dem Logo einer anderen Pizzeria aus demselben Häuserblock des Comet Ping Pong begründet. Deren Logo ähnele einem Pädophilensymbol, das vom FBI im Jahre 2007 dokumentiert worden war.
Der rechte Verschwörungstheoretiker Alex Jones war mit seiner Website Infowars an der Verbreitung dieser Fake News beteiligt. Am 24. März 2017 entschuldigte sich Jones auf seiner Website bei Inhaber und Angestellten der Pizzeria für seine Äußerungen, die auf einem „unzutreffenden Narrativ“ beruht hätten. Laut Rolling Stone sollen viele derjenigen, die in den sozialen Medien die Spekulationen verbreiteten, Kontakte zu Donald Trumps Wahlkampagne oder Verbindungen nach Russland haben.
Die Verschwörungstheorie knüpfte an eine moralische Panik der 1980er Jahre an, als die amerikanische Öffentlichkeit durch mehrere sensationalistische Berichte über angebliche massenhafte rituelle Gewalt im Zusammenhang mit satanistischen Sekten beunruhigt wurde.

## Angriff auf die Pizzeria
Am 4. Dezember 2016 drang ein mit einem Gewehr vom Typ AR-15 bewaffneter Mann in die Pizzeria ein, um die angeblich dort festgehaltenen und missbrauchten Kinder im Keller zu befreien. Dabei gab er zwei Schüsse auf ein Türschloss und einen Computer ab. Nachdem der Angreifer nichts gefunden und festgestellt hatte, dass es keinen Keller gibt, ließ er sich widerstandslos festnehmen. Verletzt wurde niemand. Der Schütze wurde am 22. Juni 2017 zu vier Jahren Gefängnis und einem Schadenersatz von 5744 US$ an die Pizzeria verurteilt. Am 4. Januar 2025 versuchte die Polizei, den Schützen wegen Verstößen gegen Bewährungsauflagen und nach Vorliegen eines entsprechenden Haftbefehls festzunehmen. Nachdem der Mann dabei eine Waffe gegen die Polizisten erhob, eröffneten diese das Feuer und verletzten den Schützen so schwer, dass er zwei Tage später im Krankenhaus verstarb.

## Folgen
Michael G. Flynn, der Sohn von Trumps zwischenzeitlichem Nationalen Sicherheitsberater Michael T. Flynn, wurde aufgrund des Verbreitens von Unwahrheiten zu Pizzagate über Twitter aus Trumps Übergangsteam entlassen.
Allerdings hatte vor ihm auch sein Vater diese Verschwörungstheorie über soziale Medien weiter verbreitet, ohne dass es für diesen zu Konsequenzen geführt hätte.
Bei der Affäre wurden noch eine andere Pizzeria in Washington, D.C. und eine weitere in New York genannt, die dort zu Drohanrufen führten. Hierbei wirkten auch YouTube-Videos verbreitend.
Ab Oktober 2017 griff der anonyme Benutzer „Q“ (QAnon) auf Imageboards die Geschichte auf, aktualisierte und erweiterte sie.
Im Dezember 2023 kam eine Variation der Verschwörungstheorie auf, nach der Download-Angebote hochpreisiger Fotos von Pizzas auf Etsy als Deckmantel für den Handel mit Kinderpornografie dienen sollten.

## Internationales
Die scherzhaft gemeinte Bemerkung des isländischen Präsidenten Guðni Th. Jóhannesson, er würde Ananas als Pizzabelag verbieten, so er es denn könnte, wurde ebenfalls „Pizzagate“ genannt.
Im April 2017 erwähnte der deutsche Sänger Xavier Naidoo die Fake News zustimmend in seinem Lied Marionetten. Dabei erntete er Zustimmung von verschiedenen Rechtspopulisten und Rechtsextremen.
In einem Interview verbreitete Robbie Williams am 24. Juni 2020, dass die Theorien von Pizzagate nicht widerlegt seien.